# A Pesti srác szobra (Szczecin)

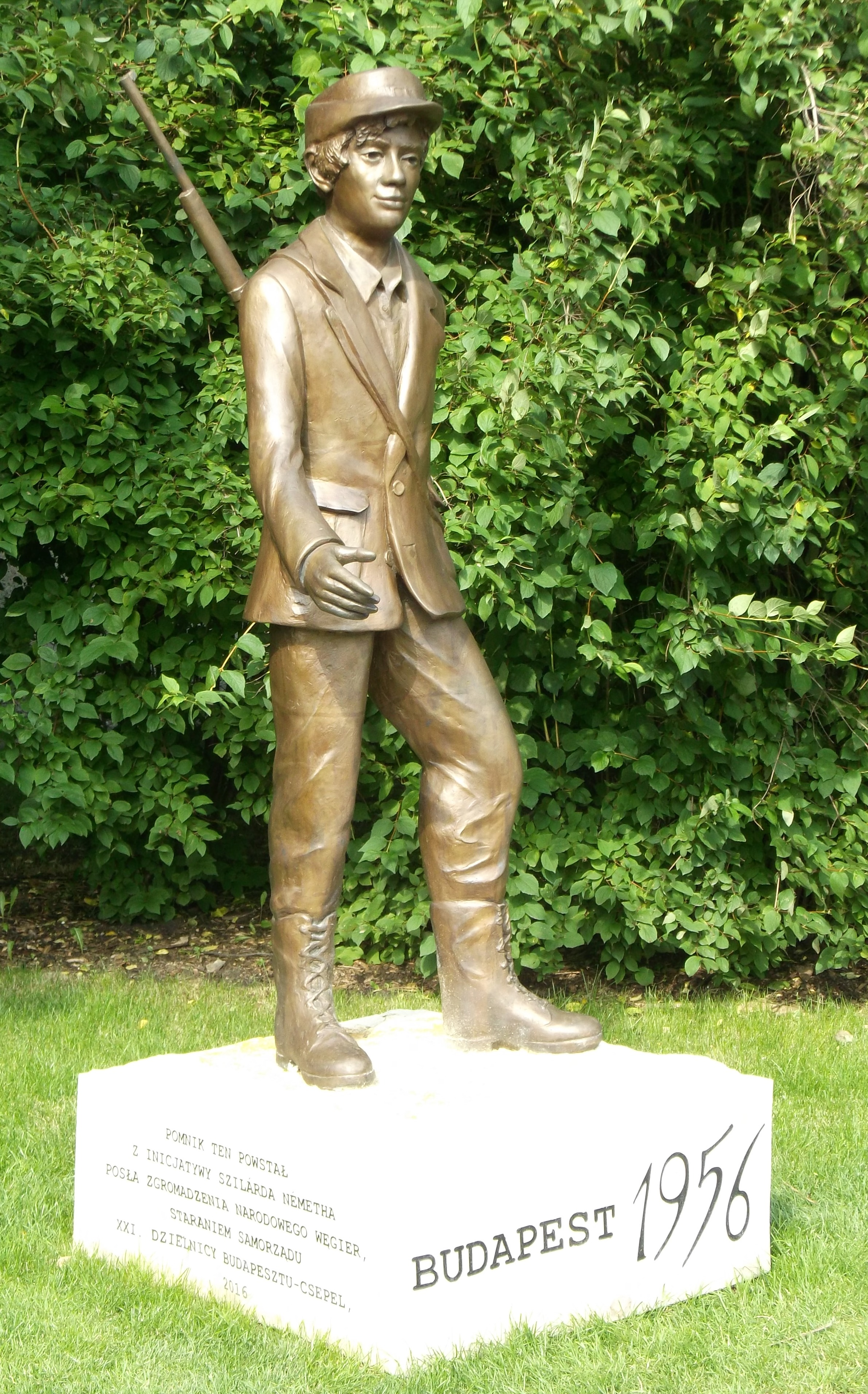
A Pesti srác szobra Szczecinben

A Pesti srác szobra Szczecinben (Lengyelország) található, Juha Richárd alkotása. Ez a magyar nép háláját fejezi ki a budapesti lakosok számára nyújtott segítségért, melyet Szczecin lakói 1956-ban szolgáltattak (1956-os forradalom) Németh Szilárd országgyűlési képviselő kezdeményezésére állíttatta Budapest XXI. kerület Csepel önkormányzata 2016-ban.